# Trichoferus berberidis
Trichoferus berberidis là một loài bọ cánh cứng trong họ Cerambycidae.